# Congreso de las Américas sobre Educación Internacional
El Congreso de las Américas sobre Educación Internacional (CAIE) es una conferencia internacional realizada cada año y medio por la Organización Interamericana de Educación Superior, con sede en Canadá. Reúne a los principales agentes vinculados con la internacionalización de la educación superior en las Américas. La séptima edición del congreso se realizará en octubre de 2021 en Chile de manera virtual.

## Historia
La primera edición del congreso se realizó en octubre de 2010, en Calgary, Canadá, y fue organizada por tres organizaciones fundadoras (OUI, CONAHEC y CBIE). 650 participantes de 44 países asistieron a sesiones plenarias y talleres.
En 2012, tuvo lugar en Río de Janeiro, Brasil la segunda edición que continuó con el tema de internacionalización del CAIE 2010. El evento atrajo a unos 615 participantes de 32 países. 
El tercer CAIE se realizó en Monterrey, México en abril de 2013. Se planearon setenta conferencias, talleres y sesiones, y hubo alrededor de 800 asistentes de 300 instituciones.
La cuarta conferencia tuvo lugar en Quito, Ecuador, en 2015, mientras la quinta se llevó a cabo nuevamente en  Canadá en 2017, pero esta vez en Montreal. La sexta edición se completó en Bogotá, Colombia en octubre de 2019.